# Міддлтон (Айдахо)
Міддлтон (англ. Middleton) — місто в окрузі Каньйон, штат Айдахо, США. Згідно з переписом 2010 року населення становило 5524 особи, що на 2546 осіб більше, ніж 2000 року. Є частиною агломерації Бойсе.

## Географія
Міддлтон розташований за координатами 43°42′45″ пн. ш. 116°36′53″ зх. д. / 43.71250° пн. ш. 116.61472° зх. д. (43.712553, -116.614636).  За даними Бюро перепису населення США в 2010 році місто мало площу 14,76 км², з яких 14,65 км² — суходіл та 0,12 км² — водойми.

## Демографія

### Перепис 2010 року
За даними перепису 2010 року, у місті проживало 5 524 осіб у 1 843 домогосподарствах у складі 1 392 родин. Густота населення становила 376,8 ос./км². Було 2 037 помешкань, середня густота яких становила 139,0/км². Расовий склад міста: 92,5% білих, 0,3% афроамериканців, 0,6% індіанців, 0,5% азіатів, 0,1% тихоокеанських остров'ян, 3,3% інших рас, а також 2,8% людей, які зараховують себе до двох або більше рас. Іспанці та латиноамериканці незалежно від раси становили 10,0% населення.
Із 1 843 домогосподарств 49,5% мали дітей віком до 18 років, які жили з батьками; 54,7% були подружжями, які жили разом; 13,6% мали господиню без чоловіка; 7,2% мали господаря без дружини і 24,5% не були родинами. 19,9% домогосподарств складалися з однієї особи, у тому числі 7,1% віком 65 і більше років. У середньому на домогосподарство припадало 3,00 мешканця, а середній розмір родини становив 3,45 особи.
Середній вік жителів міста становив 30,5 року. Із них 35,1% були віком до 18 років; 7,6% — від 18 до 24; 29,9% від 25 до 44; 19,1% від 45 до 64 і 8,2% — 65 років або старші. Статевий склад населення: 49,9% — чоловіки і 50,1% — жінки.
Середній дохід на одне домашнє господарство  становив 56 497 доларів США (медіана — 45 391), а середній дохід на одну сім'ю — 65 308 доларів (медіана — 54 100). За межею бідності перебувало 13,5 % осіб, у тому числі 15,9 % дітей у віці до 18 років та 8,0 % осіб у віці 65 років та старших.
Цивільне працевлаштоване населення становило 2598 осіб. Основні галузі зайнятості: освіта, охорона здоров'я та соціальна допомога — 19,9 %, роздрібна торгівля — 11,6 %, фінанси, страхування та нерухомість — 10,5 %.

### Перепис 2000 року
За даними перепису 2000 року, у місті проживало 2 978 осіб у 1 017 домогосподарствах у складі 755 родин. Густота населення становила 653,3 ос./км².  Було 1 066 помешкань, середня густота яких становила 233,9/км². Расовий склад міста: 91,67% білих, 0,30% афроамериканців, 1,07% індіанців, 0,24% азіатів, 0,24% тихоокеанських остров'ян, 3,53% інших рас і 2,96% людей, які зараховують себе до двох або більше рас. Іспанці та латиноамериканці незалежно від раси становили 10,21% населення.
Із 1 017 домогосподарств 43,8% мали дітей віком до 18 років, які жили з батьками; 57,6% були подружжями, які жили разом; 11,6% мали господиню без чоловіка, і 25,7% не були родинами. 18,5% домогосподарств складалися з однієї особи, у тому числі 6,9% віком 65 і більше років. У середньому на домогосподарство припадало 2,93 мешканця, а середній розмір родини становив 3,35 особи.
Віковий склад населення: 34,2% віком до 18 років, 10,4% від 18 до 24, 31,9% від 25 до 44, 15,8% від 45 до 64 і 7,7% років і старші. Середній вік жителів — 28 року. Статевий склад населення: 49,5 % — чоловіки і 50,5 % — жінки.
Середній дохід домогосподарств у місті становив $32 665, родин — $34 734. Середній дохід чоловіків становив $27 298 проти $20 792 у жінок. Дохід на душу населення в місті був $12 447. Приблизно 7,5% родин і 10,4% населення перебували за межею бідності, включаючи 12,8% віком до 18 років і 16,5% від 65 і старших.